# ساغولجان
ساغولجان (به لاتین: Sağolcan) یک منطقه مسکونی در جمهوری آذربایجان است که در شهرستان سیاه‌زن واقع شده است. ساغولجان ۳۱ نفر جمعیت دارد.